# Kocelovické pastviny
Kocelovické pastviny jsou národní přírodní památka vyhlášená 23. března 2018. Před zvýšením statusu ochrany byla jako přírodní rezervace vyhlášená 19. března v roce 1985. Nachází se přibližně jeden kilometr severně od středu obce Kocelovice v okrese Strakonice. Jedná se o vlhkou louku, která sloužila jako pastvina, s cennými rostlinnými společenstvy přechodu mezi svazy Molinion coeruleae a Violion caninae rozkládající se na území 2,29 ha. Území se nachází v nadmořské výšce mezi 482 až 485 metry nad mořem spadající do Hvožďanské pahorkatiny, podél severozápadního okraje Velkého kocelovického rybníka, napříč rezervací protéká bezejmenný potok ústící do zmiňovaného rybníka. Louka je téměř plochá a jen neznatelně se uklání jihozápadním směrem, kde se nachází zmiňovaný rybník.

## Flóra

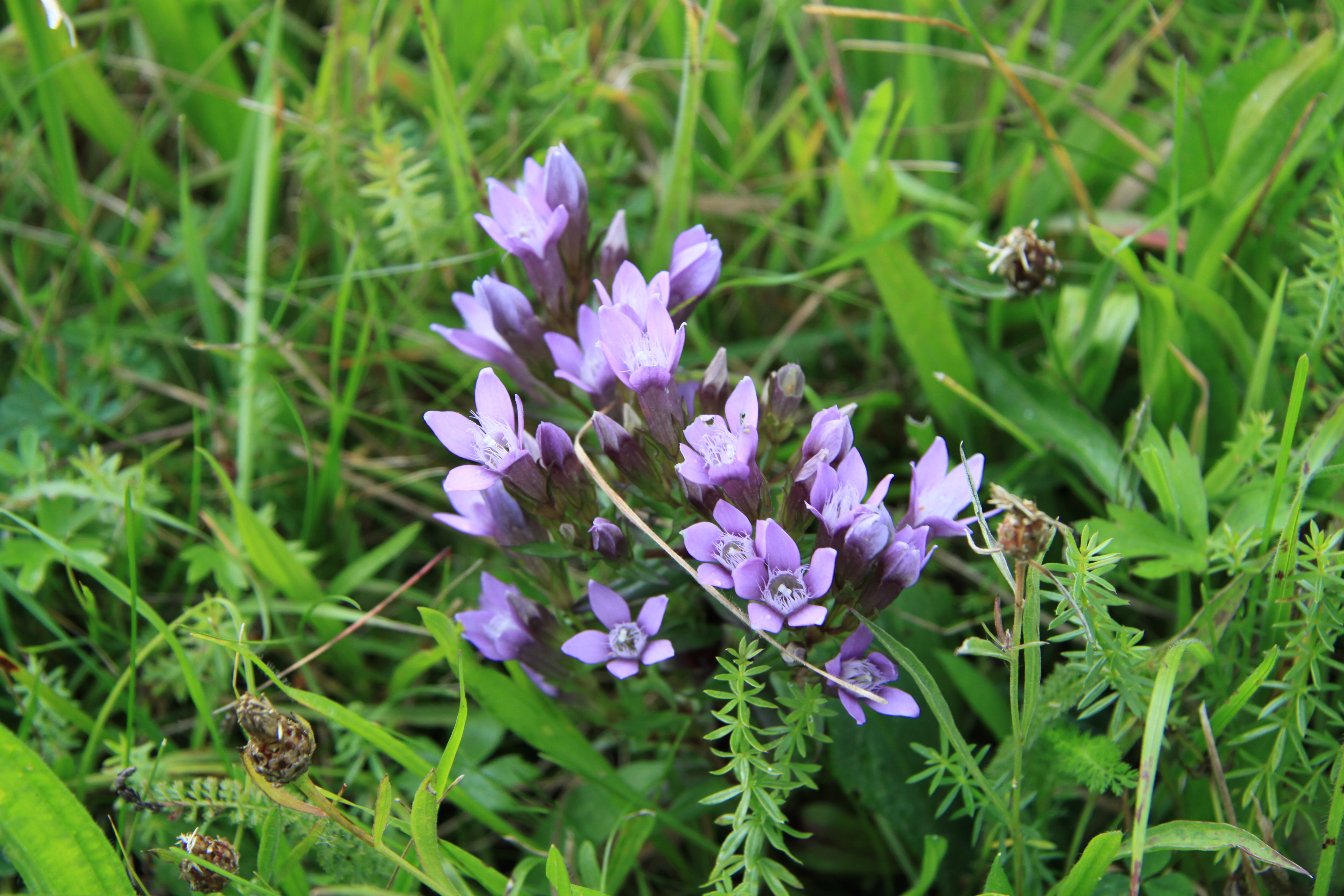
Rozkvetlý hořeček drsný Sturmův v oblasti památky

Roste zde hořeček drsný Sturmův (Gentianella obtusifolia subsp. sturmiana), který se na území jižních Čech nikde jinde pravděpodobně nevyskytuje a má zde největší populaci na území celé České republiky. Zdejší populace dosahuje až několika tisíců jedinců (počítání z roku 2005 uvádí přibližně 3000 jedinců, v roce 2020 zde bylo sečteno rekordních 33 000 kvetoucích rostlin) a i když roste na celém území památky, její hlavní výskyt je alokován na jižní část. Dále se na území památky vyskytuje z flóry např. prstnatec májový (Dactylorhiza majalis) kvetoucí na jaře, tolije bahenní (Parnassia palustris), úpolín nejvyšší (Trollius altissimus), kosatec sibiřský (Iris sibirica), ostřice blešní (Carex pulicaris), vstavač kukačka (Orchis morio), čertkus luční (Succisa pratensis) a další. Výskyt kruštíku bahenního (Epipactis palustris) se od konce 80. let 20. století již nepodařilo ověřit. Z fauny zde hnízdí linduška luční (Anthus pratensis) a bramborníček hnědý (Saxicola rubetra). Dále z bezobratlých se zde vyskytuje Alianta incana, ale stabilita její populace zde není známa.

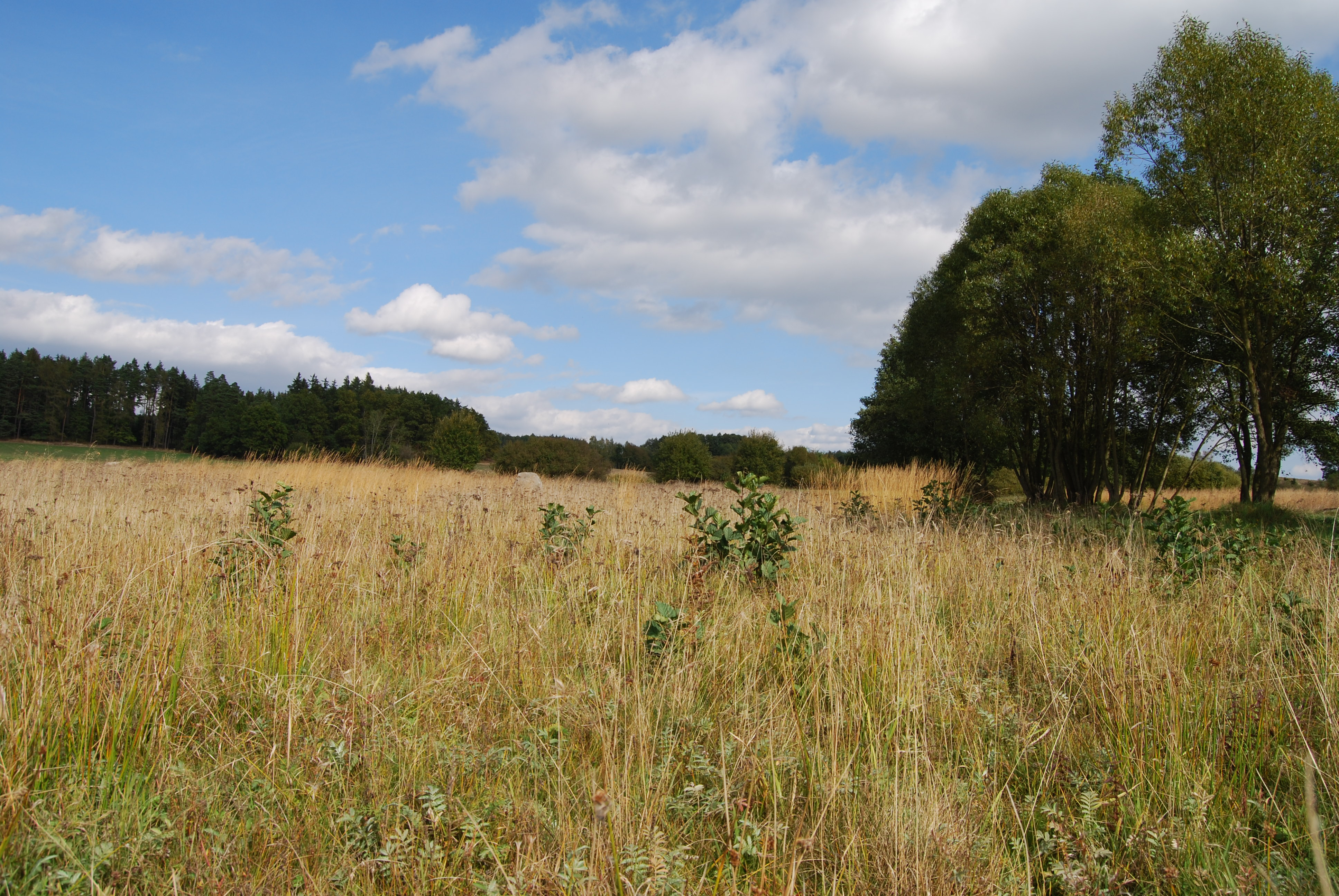
Detailní pohled ukazuje rozrůstání náletových dřevin na území památky

Památka je obklopena intenzivně hospodářsky využívanou půdou, což ji ohrožuje. Na okrajích památky a i ve vnitřních partiích se objevuje třtina křovištní (Calamagrostis epigejos), celkem se zde vyskytují čtyři ložiska s nejasným ohraničením této rostliny. Zdejší louky se kvůli udržení rozmanitosti druhů pravidelně kosí. K silnému úpadu populace hořečku drsného Sturmova došlo v období družstevního hospodaření, kdy plocha nebyla využívána, což mělo za následek rozšíření agresivních rostlin. V roce 1995 se na území památky vyskytovalo pouze 350 kusů této květeny.